# Regiolekt
Regiolekt, interdialekt – postdialektalna odmiana językowa, zajmująca pozycję pośrednią między mową miejscową (gwarą) a językiem standardowym. Od standardu odróżnia się naleciałościami gwarowymi, zwykle nieuświadamianymi lub trudno usuwalnymi. Regiolektem posługuje się duża grupa przedstawicieli grupy etnicznej, ponieważ jego terytorium obejmuje obszar szeregu sąsiednich dialektów, w tym nie tylko wsie, ale także miasta i osady typu miejskiego.
W socjolingwistyce proces niwelacji dialektów i ich wypierania przez język literacki nie zawsze uchodzi za nieunikniony i często zamiast o wymieraniu dialektów mówi się o ich przekształcaniu w odmiany przejściowe. Takie narzecza, niestabilne w porównaniu do dialektów, są określane mianem interdialektów  lub regiolektów. Do rosyjskiej lingwistyki termin „regiolekt” (ros. региолект) wprowadzili W.I. Trubinskij i A.S. Gierd. Pojęcie to występuje także w dialektologii romańskiej (fr. régiolecte), a w niemieckiej tradycji lingwistycznej takie odmiany nazywa się również półdialektami/gwarami połowicznymi (niem. Halbmundart), regionalnymi językami potocznymi (niem. regionale Umgangssprache) lub dialektoidami. W językoznawstwie polskim jako synonimiczne wobec regiolektu funkcjonują terminy: intergwara, supragwara (interdialekt, supradialekt), odmiana mieszana (język mieszany), subdialekt, substandard wiejski, lekt łączony, pandialekt. 
W odniesieniu do interdialektów stosuje się również termin koiné, określający pierwotnie grekę hellenistyczną, która funkcjonowała jako lingua franca w strefie śródziemnomorskiej. Pojęcie to odnosi się najczęściej do takich regiolektów, których zasięg występowania wyraźnie wykroczył poza obszar macierzysty i które zyskały status ogólnie akceptowanego środka komunikacji. Czasem określa się tym mianem interdialekt ogólnoczeski (obecná čeština).
Termin „regiolekt” bywa także traktowany jako synonim terminu „język regionalny”; niekiedy określa się nim również dialekty geograficzne (geolekty), odróżniając je tym samym od odmian wydzielonych socjalnie (socjolektów).